# Arado Ar 198
L'Arado Ar 198 era un monomotore da ricognizione ad ala media realizzato dall'azienda tedesca Arado Flugzeugwerke GmbH negli anni trenta e rimasto allo stadio di prototipo.

## Storia del progetto
Nel febbraio 1937 il Reichsluftfahrtministerium (RLM), il ministero dell'aviazione del Reich, emanò una specifica per la fornitura di un nuovo aereo da ricognizione e cooperazione con l'esercito per sostituire l'Henschel Hs 126, che in quel periodo aveva iniziato i collaudi, con un modello più efficace e dalle migliori caratteristiche. La specifica prevedeva un equipaggio di tre persone, una maggiore velocità e la possibilità di trasportare un carico bellico da caduta per 200 kg. L'invito a sottoporre progetti fu rivolto all'Arado ed alla Focke-Wulf ma ne fu informata anche la Hamburger Flugzeugbau del gruppo Blohm & Voss.
La Arado presentò l'Ar 198, un monomotore a carrello fisso dall'impostazione classica caratterizzato da una fusoliera dotata ventralmente e dorsalmente di abbondanti superfici vetrate. Al contrario le due aziende concorrenti proposero dei velivoli dall'aspetto anticonvenzionale. L'Hamburger Flugzeugbau realizzò l'Ha 141, caratterizzato dalla configurazione asimmetrica con la cabina di pilotaggio posta in una gondola nella semiala destra che aveva apertura maggiore di quella sinistra. La Focke-Wulf invece l'Fw 189, un progetto per un velivolo multiruolo caratterizzato dalla configurazione a doppia trave di coda e che nello specifico presentava la parte posteriore della fusoliera completamente vetrata.
Il primo dei tre prototipi richiesti, al quale venne assegnata la designazione Аr 198 V1, venne completato nel 1938 e, registrato con marche D-ODLG, portato in volo per la prima volta all'inizio di marzo dello stesso anno, confermando la bontà del progetto ed il raggiungimento delle specifiche richieste, gravato solamente da una leggera instabilità nel volo a bassa velocità, problema identificato nell'aerodinamica della parte ventrale e successivamente corretto nei prototipi successivi con un nuovo disegno.
Inizialmente l'RLM fu orientato verso la proposta della Arado, considerata di più semplice realizzazione, ma dopo una valutazione comparativa tra i tre modelli questo risultò complessivamente inferiore agli altri due. Benché scartato dalla competizione, il suo sviluppo venne continuato con la realizzazione del secondo esemplare, l'Ar 198 V2 e l'inizio della costruzione del terzo, il V3. Il V2 venne assegnato a Rechlin, presso il centro di valutazione e volo sperimantale della Luftwaffe. Le modifiche apportate resero il comportamento del modello ancora più soddisfacente ma, dopo alcuni voli di prova, a causa del malfunzionamento di un ipersostentatore del bordo d'attacco, l'ala si danneggiò in volo costringendo il pilota ad un atterraggio di fortuna su un terreno sconnesso. I conseguenti danni alla struttura furono tali da rendere economicamente svantaggioso il suo recupero.

## Utilizzatori
Germania
- Luftwaffe

utilizzato per prove di valutazione.